# Ангал-батира
Анга́л-бати́ра (каз. Аңғал Батыр) — село у складі району Біржан-сала Акмолинської області Казахстану. Адміністративний центр Ангалбатирського сільського округу.
Населення — 460 осіб (2021; 783 у 2009, 951 у 1999, 1541 у 1989).
Національний склад станом на 1989 рік:
- казахи — 100 %.

До 2001 року село називалося Жанааул.